# Chennebrun
Chennebrun és un municipi francès situat al departament de l'Eure i a la regió de Normandia. L'any 2007 tenia 128 habitants.

## Demografia

### Població
El 2007 la població de fet de Chennebrun era de 128 persones. Hi havia 43 famílies, de les quals 11 eren unipersonals (4 homes vivint sols i 7 dones vivint soles), 7 parelles sense fills, 18 parelles amb fills i 7 famílies monoparentals amb fills.
La població ha evolucionat segons el següent gràfic:
Habitants censats

### Habitatges
El 2007 hi havia 87 habitatges, 47 eren l'habitatge principal de la família, 25 eren segones residències i 15 estaven desocupats. 85 eren cases i 1 era un apartament. Dels 47 habitatges principals, 32 estaven ocupats pels seus propietaris, 13 estaven llogats i ocupats pels llogaters i 2 estaven cedits a títol gratuït; 3 tenien dues cambres, 4 en tenien tres, 12 en tenien quatre i 29 en tenien cinc o més. 27 habitatges disposaven pel capbaix d'una plaça de pàrquing. A 26 habitatges hi havia un automòbil i a 15 n'hi havia dos o més.

### Piràmide de població
La piràmide de població per edats i sexe el 2009 era:
| Homes | Edats   | Dones |
| ----- | ------- | ----- |
| 0     | 95 o +  | 0     |
| 0     | 90 a 94 | 0     |
| 4     | 85 a 89 | 0     |
| 4     | 80 a 84 | 4     |
| 0     | 75 a 79 | 4     |
| 4     | 70 a 74 | 4     |
| 0     | 65 a 69 | 4     |
| 4     | 60 a 64 | 0     |
| 0     | 55 a 59 | 4     |
| 4     | 50 a 54 | 4     |
| 4     | 45 a 49 | 0     |
| 0     | 40 a 44 | 8     |
| 0     | 35 a 39 | 0     |
| 16    | 30 a 34 | 4     |
| 4     | 25 a 29 | 20    |
| 4     | 20 a 24 | 0     |
| 8     | 15 a 19 | 8     |
| 0     | 10 a 14 | 8     |
| 8     | 5 a 9   | 0     |
| 8     | 0 a 4   | 8     |

## Economia
El 2007 la població en edat de treballar era de 64 persones, 53 eren actives i 11 eren inactives. De les 53 persones actives 44 estaven ocupades (23 homes i 21 dones) i 9 estaven aturades (5 homes i 4 dones). De les 11 persones inactives 5 estaven jubilades i 6 estaven classificades com a «altres inactius».
Activitats econòmiques
Dels 7 establiments que hi havia el 2007, 1 era d'una empresa alimentària, 2 d'empreses de construcció, 1 d'una empresa de transport, 1 d'una empresa d'hostatgeria i restauració i 2 d'entitats de l'administració pública.
Els 2 serveis als particulars que hi havia el 2009 eren guixaires pintors.
L'únic establiment comercial que hi havia el 2009 era una fleca.

## Equipaments sanitaris i escolars
El 2009 hi havia una escola elemental integrada dins d'un grup escolar amb les comunes properes formant una escola dispersa.

## Poblacions més properes
El següent diagrama mostra les poblacions més properes.